# Direito chinês
O direito chinês é uma das tradições legais mais antigas do mundo. Hoje, funciona como uma combinação de conceitos tradicionais chineses e da apropriação de convenções ocidentais. É caracterizado por uma forte influência confucionista de controle social por educação moral, assomada a uma ênfase legalista no cumprimento da Lei.

## História

### Direito tradicional chinês

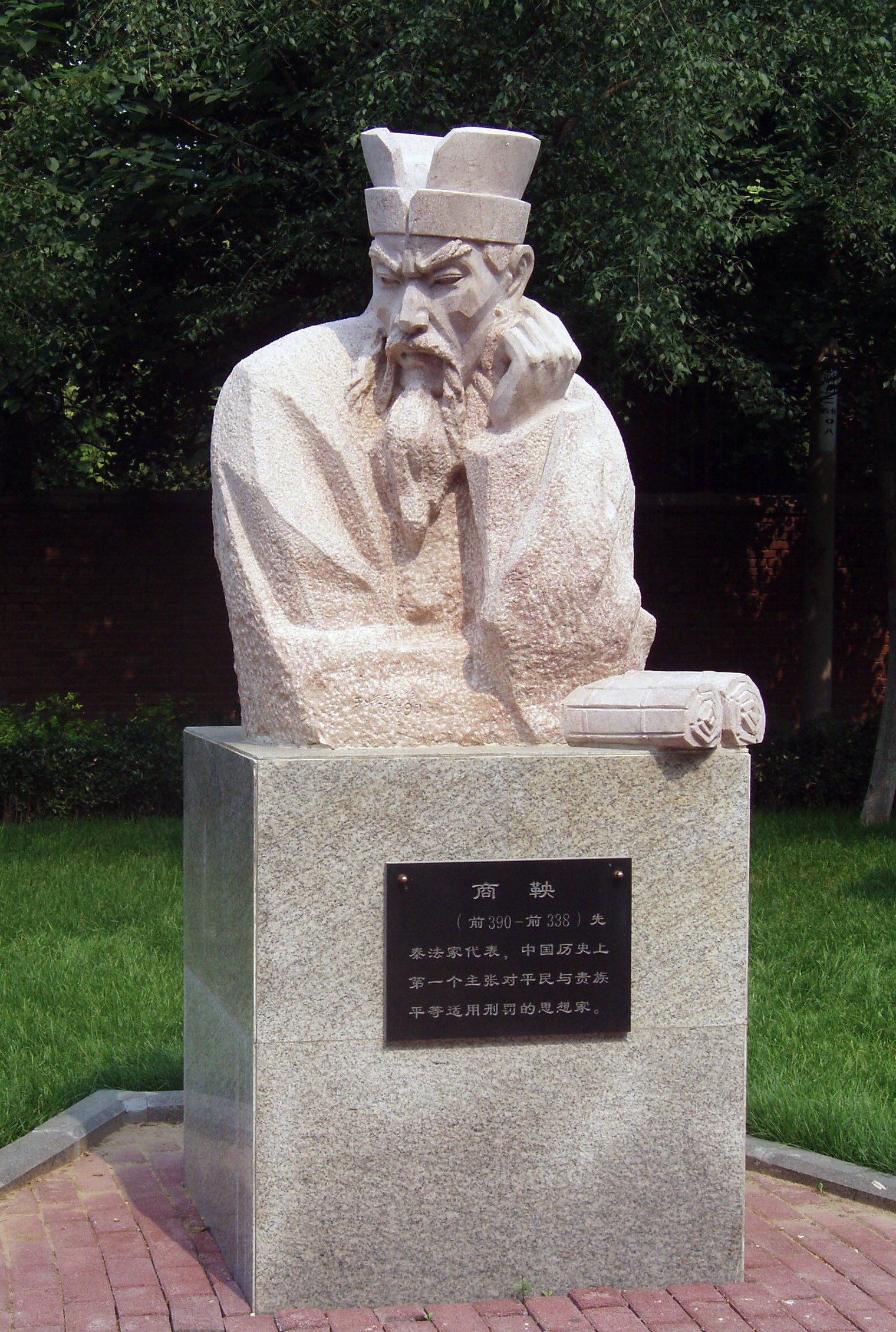
Estátua do reformador legalista Shang Yang.

Este termo se refere ao direito chinês como foi produzido até a queda da dinastia Qing em 1911. É distinto de tradições ocidentais de Direito, estando ao lado de tradições orientais como a sharia e o dharma. Para os ocidentais, uma das características mais marcantes desta tradição era um sistema inquisitorial em que o juiz conduzia uma investigação pública, diferentemente de um sistema em que representantes da acusação e da defesa se enfrentam. Pelo contrário, os chineses antigos viam estas figuras como "parasitas que tentavam lucrar com a dificuldade dos outros". Também diferentemente de outras grandes civilizações, onde era atribuído ao Direito origem divina, o Direito chinês era a princípio puramente secular, o que atraiu críticas severas de filósofos confucianos.
Na China primitiva, havia duas ordens legais: li (禮, "costume") governava a conduta dos nobres enquanto xing (刑, "punição") governava a conduta dos comuns e dos escravos. Isto se estendeu para os procedimentos legais reforçados durante a dinastia Zhou, e igualmente para os reinos na qual esta se fragmentou no século VI a.C., que as codificariam. Notavelmente, isto atraiu críticas do importantíssimo filósofo Confúcio, que se opunha à distinção entre o "nobre" e a "base".
A vitória da dinastia Qin sobre seus rivais no século III a.C. foi marcada pela implementação de sanções penais severas e de um legalismo (filosofia chinesa) estrito, influenciado pelos filósofos Han Fei e Shang Yang. Métodos cruéis de pena capital, mutilação, castração e trabalho compulsório marcaram este período. O legalismo ainda sobreviveu à dinastia Han, ainda que de forma diluída.
O Direito durante a dinastia Tang foi marcado por uma crescente influência do confucionismo, fazendo com que, em acordo com esta escola filosófica, o objetivo do Direito não mais fosse punir, mas manter a ordem social pela educação moral daqueles que se afastam da Lei. Do ponto de vista confuciano, as regras da Lei apenas são necessárias para aqueles que saíram dos limites do comportamento civilizado, enquanto espera-se que os civilizados observem os ritos apropriados. Entre os documentos deste período, destaca-se o Código Tang, compilado por Xuanling, conselheiro do Imperador Taizong. O confucionismo, assim como o neoconfucionismo (sua forma revisada) ainda perduraram pelas dinastias Song, Ming e Qing. Pelo tempo dos Qing, no entanto, as legislações teriam se inchado tanto que é duvidoso que os juristas dominassem adequadamente as distinções complexas nela contidas.
Sendo o  Direito chinês é um sistema jurídico integrado numa concepção filosófica, o Confucionismo, do filósofo Confúcio, conhecido como Kung-Fu-Tseu (que viveu de 550-479 a.C) e que se conservou quase imutável por dois milênios. Para ele apenas o Imperador é o Chefe soberano. A face do direito de base filosófica que se exterioriza no respeito dos ritos (Li), os soberanos tentaram com a ajuda dos legistas impor um sistema jurídico baseado na lei o (Fá), sobretudo na lei penal.
Nesta época, a escola de pensamentos dos legistas falava sobre a necessidade de obedecer às prescrições das leis. As teorias dos legistas afirmavam a necessidade de leis permanentes e que os individuos deveriam estar submetidos a elas e saber seu papel na sociedade. Essa concepção é parecida com a que prevalece no Ocidente. Porém, essas ideias acabaram sendo mal vistas pelos chineses, uma vez que afastava muito das ideias e concepções da civilização. Sendo retomado sob a Dinastia dos Han, o confucionismo voltou a dominar todo o pensamento chinês, tornando a lei apenas um complemento para a sociedade que já possuía seu próprio meio de viver, seguindo seus ritos acima de qualquer direito posto. Com isso, os códigos que foram criados a partir da Dinastia Han, tratavam somente de assuntos de ordem administrativa ou criminal.
A introdução de temas jurídicos ocidentais na China começou ainda no período Qing, com a tradução de textos ocidentais para a língua chinesa por Lin Zexu em 1839. Estas traduções foram particularmente importantes entre os anos de 1896 e 1932, em que os chineses efetivamente absorveram e codificaram o Direito ocidental. Estes esforços foram empreendidos especialmente em espelho do Direito alemão, em parte pela vitória alemã na guerra franco-prussiana, em parte por inspiração do exemplo japonês. Dada a modernização que já havia sido iniciada pelos dinastas, houve pouca mudança de tendências após a Revolução Xinhai e a abdicação de Puyi.
Após a revolução comunista chinesa, no entanto, o Direito passou por grandes transformações no país, com uma série de novas constituições e de conflitos internos que impediam o reforço de um Direito nacional. Em 1979, Deng Xiaoping expressou preocupações de que se compusesse uma constituição que coibisse os abusos de autoridade e os excessos revolucionários do regime, culminando na constituição de 1982, respaldada na tradição jurídica marxista e na soberania da classe operária, guiada pelo Partido Comunista Chinês.